# Gizmondo
Gizmondo var en håndholdt spillekonsol. Den konkurrerede på markedet imod Nintendo DS og Sony PSP.
Gizmondo blev lanceret i England 19. marts 2005. Maskinen blev solgt med et SIM-kort uden abonnement, så den er direkte klar til spil. Gizmondo kører med Windows CE og understøtter MPEG-4 video, GPRS og kan afspille MP3-filer. Da den ikke solgte godt, udgik den fra markedet i februar 2006. 
Blandt de annoncerede spiltitler er Richard Burns Rally og Conflict Vietnam. 

## Fakta
- Antal spiltitler:

Omkring 10 (februar 2007)
- Multiplayer:

Man kan spille med og mod andre Gizmondo-ejere via den indbyggede Bluetooth-forbindelse. 
- Ekstra funktioner:

Gizmondo har indbygget kamera, og man kan sende og modtage SMS- og MMS-beskeder direkte fra konsollen. Gizmondo kan benyttes som mp3- og film-afspiller, som via USB-kabel kopieres fra computeren og over på konsollens SD-hukommelseskort. Endelig indeholder Gizmondo GPS-navigation. 
- Batterilevetid:

6-8 timer.
| Spillekonsol | Spire Denne spillekonsolsrelaterede artikel er en spire som bør udbygges. Du er velkommen til at hjælpe Wikipedia ved at udvide den. |